# الحياة بعد بيث
الحياة بعد بيث (بالإنجليزية: Life After Beth)‏ هو فيلم رعب كوميدي أمريكي 2014 من تأليف وإخراج جيف باينا. ومن بطولة أوبري بلازا ودان ديهان ومولي شانون وشيريل هاينز وبول ريزر وماثيو غراي غوبلر وجون ك. رايلي. حظي الفيلم بعرضه الأول في مهرجان صاندانس السينمائي في 19 يناير 2014. وصدر في دور عرض محددة بالولايات المتحدة في 15 أغسطس 2014.

## القصة
زاك أورفمان يصبح حزين جداً على وفاة حبيبته بيث، لكنها فجأة ترجع إلى الحياة، فيرى زاك بذلك فرصة ثانية لتصحيح الأمور معها.

## روابط خارجية
- الحياة بعد بيث على موقع IMDb (الإنجليزية)
- الحياة بعد بيث على موقع ميتاكريتيك (الإنجليزية)
- الحياة بعد بيث على موقع روتن توميتوز (الإنجليزية)
- الحياة بعد بيث على موقع نتفليكس (الإنجليزية)
- الحياة بعد بيث على موقع قاعدة بيانات الأفلام العربية
- الحياة بعد بيث على موقع ألو سيني (الفرنسية)
- الحياة بعد بيث على موقع بوكس أوفيس موجو (الإنجليزية)
- الحياة بعد بيث على موقع فيلمافينيتي (الإسبانية)
- الحياة بعد بيث على موقع قاعدة بيانات الأفلام السويدية (السويدية)
- الحياة بعد بيث على موقع قاعدة بيانات الفيلم (الإنجليزية)